# Cassville, Pennsylvania
Cassville là một thị trấn thuộc quận Huntingdon, tiểu bang Pennsylvania, Hoa Kỳ. Năm 2010, dân số của thị trấn này là 143 người.